# Teupin Manee
Teupin Manee is een bestuurslaag in het regentschap Bireuen van de provincie Atjeh, Indonesië. Teupin Manee telt 1465 inwoners (volkstelling 2010).